# Hermann Josef Doetsch
Hermann Josef Doetsch (* 31. Oktober 1876 in Lukasmühle (Mülheim-Kärlich); † 25. Januar 1957 in Münstermaifeld) war ein deutscher Bürgermeister und Landrat des Landkreises Mayen (1945 bis 1948).

## Leben
Nach der abgelegten Reifeprüfung studierte Doetsch in Münster und war seit 1899 Mitglied der katholischen Studentenverbindung KDStV Sauerlandia Münster. Im Anschluss begann er im Verwaltungsdienst tätig zu werden. Von 1901 bis 1906 war er beim Landratsamt Koblenz, ab Februar 1906 in Vallendar und ab Herbst 1906 bei der Polizeidirektion Koblenz beschäftigt. Von 1907 bis 1913 war er Amtsbürgermeister in Gebhardshain im Westerwald sowie desgleichen von 1913 bis 1933 in Münstermaifeld. Als von 1913 bis 1916 die Bahnstrecke Polch–Münstermaifeld errichtet wurde, begleitete er die Bauarbeiten, was aber durch seinen Dienst als Offizier im Elsass unterbrochen wurde. Nach Ende des Ersten Weltkriegs galt seine Hauptsorge der Linderung der durch den Krieg in Not geratenen Münstermaifelder Bevölkerung. Um die Maifelder Wirtschaft und das Marktgeschehen insgesamt zu verbessern wurden Maßnahmen bei der Infrastruktur getroffen, u. a. durch den Ausbau des vorhandenen Wegenetzes, die Planung neuer Straßen (Hatzenport-Münstermaifeld) und die Einrichtung einer Buslinie. Ab 1920 war Doetsch Vorsitzender des Bezirkstages Koblenz, ab 1929 Vorsitzender des Preußischen Landgemeindetages sowie ab 1930 auch Zweiter Vorsitzender des Deutschen Landegemeindetages und Präsident des Landgemeindetages West. Nach der Machtergreifung durch die Nationalsozialisten beantragte Doetsch seine Pensionierung zum 1. November 1933, woraufhin er nach Koblenz-Lay zog.
Nachdem er am 16. September 1945 zum ersten Landrat des Kreises Mayen nach Ende des Zweiten Weltkriegs geworden war, bestand seine erste Hauptaufgabe darin, dazu beizutragen, dass die notleidende Bevölkerung wieder ausreichend mit Grundnahrungsmittel versorgt, die Kriegsschäden beseitigt und gleichzeitig der Wiederaufbau vorangetrieben wird.
Anlässlich seines 70. Geburtstages am 31. Oktober 1946 wurde ihm ein Ehrenbrief mit dem Ehrenbürgerrecht des Amtes Münstermaifeld sowie 50 Flaschen Moselwein übergeben. Der Beschluss hierzu, seitens des Gemeinderates erfolgte am 17. Oktober einstimmig. 1948 beantragte Doetsch mit Hinweis auf die angegriffene Gesundheit die Abberufung als Landrat. Er lebte weiterhin in Münstermaifeld in einem ehemaligen Stiftsherrenhaus am Münsterplatz. Zwar blieb er unverheiratet, jedoch wurde seine Hausdame Frau Süsterhenn auch als Frau Landrätin bezeichnet. Doetsch starb im St.-Josef-Krankenhaus in Münstermaifeld.